# Zvornik
Zvornik (en cirílico: Зворник) es un municipio y una ciudad situada junto al río Drina, al noreste de la entidad República Srpska, en Bosnia y Herzegovina, ubicada al sur de Bijeljina. Es la capital administrativa de la región de Vlasenica.

## Geografía
El río Drina a su paso por Zvornik sirve de frontera con Serbia, y al otro lado del mismo se encuentra la ciudad de Mali Zvornik ("pequeño Zvornik"), ya en territorio serbio; no muy lejos al norte está Loznica.
El municipio de Zvornik es uno de los nueve municipios nuevos desarrollados en la República Srpska tras la guerra de Bosnia. La ciudad tuvo una plaza con el nombre del rey Pedro I de Serbia.

## Historia

### Historia Antigua
Zvornik es una de las ciudades más antiguas de Bosnia, fue mencionada por primera vez en el año 1410, aunque es conocida como Zvonik ("campanario") en ese momento. La ubicación geográfica de la ciudad la convirtió en un importante vínculo para el comercio entre Bosnia y el este. Una prueba es que la principal carretera que une Sarajevo y Belgrado pasa por la ciudad. Zvornik tiene también la distinción de ser la única ciudad en Bosnia que se encuentra directamente en la frontera con Serbia. 
Durante la ocupación del Imperio otomano, Zvornik fue la capital del sanjak (región administrativa) homónimo, debido principalmente al importante papel de la ciudad en la economía y su importancia estratégica por su ubicación.

### Guerra de Bosnia
La composición étnica varió drásticamente debido a la guerra de Bosnia. Durante la misma, la mayoría de la población musulmana de Zvornik fue expulsada, y hubo una llegada masiva de desplazados serbios de zonas bajo control bosnio y croata. Al comienzo de la guerra, hubo algunos casos de asesinatos en masa en Zvornik y las aldeas circundantes, y se encontraron cerca de la ciudad fosas comunes pertenecientes a víctimas de la masacre de Srebrenica.
Después de la guerra, la población estaba formada solo por serbios. Con la ayuda de la comunidad internacional, ha habido un esfuerzo por el regreso de los refugiados de vuelta al municipio, pero el proceso ha sido lento y tardará muchos años en completarse. 
Al mismo tiempo, casi ninguno de los desplazados serbios que se asentaron en Zvornik, durante y después de la guerra de Bosnia no regresó a sus ubicaciones anteriores. La población de la ciudad casi se duplicó en los años de posguerra, debido a la enorme afluencia de refugiados serbios de Tuzla y Sarajevo.

## Población

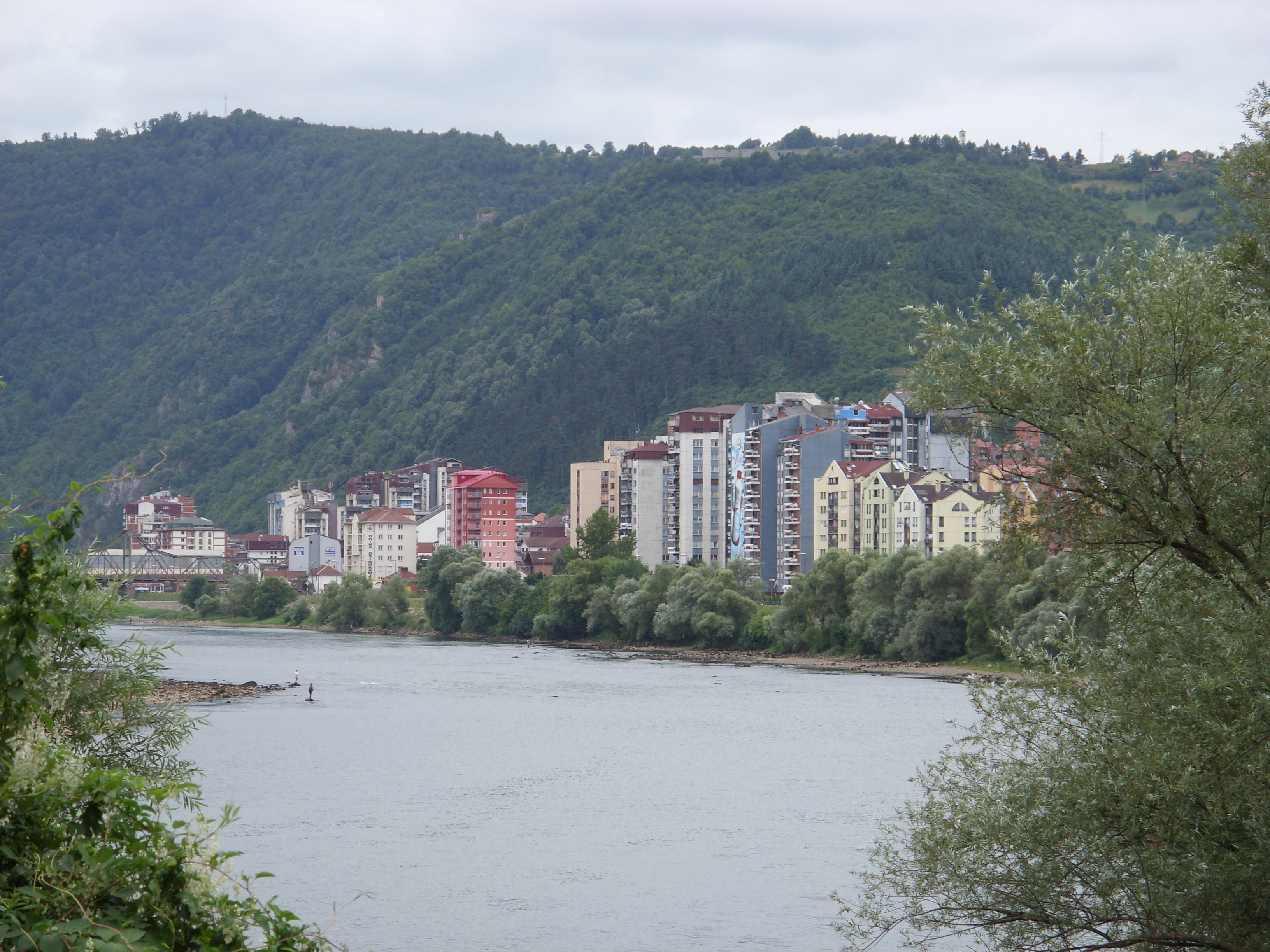
Vista de Zvornik desde el otro lado del río Drina.

De acuerdo con el censo de 1910, la mayoría de la población del municipio eran cristianos ortodoxos (54.78 %).

### 1991
Municipio de Zvornik - total: 81 295  
- Musulmanes de nacionalidad - 48 102 (59,16 %)
- Serbios - 30 863 (37,96 %) (Ver: Serbobosnio)
- Yugoslavos - 1248 (1.,53 %)
- Croatas - 122 (0,15 %) (Ver: Bosniocroata)
- Otros y desconocidos - 960 (1,18 %)

Ciudad de Zvornik - total: 14 584
- Musulmanes de nacionalidad - 8854 (60,71 %)
- Serbios - 4235 (29,03 %)
- Yugoslavos - 944 (6,47 %)
- Croatas - 76 (0.52 %)
- Otros y desconocidos - 475 (3,25 %)

La demografía de la ciudad ha cambiado drásticamente desde 1992. Actualmente los serbios son gran mayoría, y debido a la ausencia de censos oficiales desde 1991 es imposible conocer las cifras.

## Clima
Al igual que la mayor parte de Bosnia, Zvornik tiene veranos muy cálidos e inviernos fríos. Con excepción de la zona cerca del río Drina, la ciudad está rodeada de montañas con bosques protegidos, y situada en la parte inferior del valle. 

## Educación
Se cree que la escuela primaria ortodoxa se estableció en Zvornik antes del siglo XVIII, y en 1880, fue trasladada a un nuevo edificio. La Escuela Primaria del estado comenzó a funcionar en 1866-1867, y en 1920 fue construida una escuela secundaria, que fue la única hasta la Segunda Guerra Mundial. 
Hay seis escuelas primarias en el municipio de Zvornik: en la propia ciudad (que fue una de las mayores escuelas por número de alumnos de la República Federal Socialista de Yugoslavia), y las de Kozluk, Roćević, Čelopek, Pilica y Karakaj.

## Turismo
Dentro del casco urbano sus mayores reclamos son la fortaleza de Zvornik y el Museo.
El potencial natural del municipio le convierte en un entorno priviliegiado, pero no solo por sus montañas. La zona del lago Zvornik es rica en truchas y adecuada para la práctica de deportes náuticos, y es aquí donde se ubica la mayoría de la infraestructura turística.